# グンバイヅル
グンバイヅル（軍配蔓、学名：Veronica onoei）は、オオバコ科クワガタソウ属の多年草。別名、マルバクワガタ。
従来の分類体系である新エングラー体系、クロンキスト体系では、クワガタソウ属はゴマノハグサ科に含められていた。

## 特徴
茎は地面を這って長く伸び、節からひげ根を出して広がる。葉はつる状の茎に対生して2列にならび、葉身は円形または広楕円形で長さ13-25mm、幅8-25mm、先端は円く、鋸歯は細かな円頭または鈍頭で、葉柄はごく短い。葉質はやや厚く、表面につやがある。
花期は7-8月。地面をはった茎の葉腋から長さ6-13cmになる花序が直立し、やや密に多数の花をつける。花柄は長さ1-1.5mmになり、花軸とともに柔らかい腺毛が生える。花柄の下に苞葉があり、線状披針形で花柄より少し長い。萼は深く4裂し、萼裂片は狭卵形でややとがり、淡緑色で腺毛が生える。花冠は径約8mmで漏斗状鐘形になり、4裂し、青紫色になる。雄蕊は2個、雌蕊は1個ある。果実は蒴果となり、倒卵状楕円形で平たく、長さ4-6mm、幅3-4mmで、先端はへこみ、縁に細かな腺毛が生える。種子は扁平で多数ある。

## 分布と生育環境
日本固有種。本州（群馬県、長野県）の浅間山付近、四阿山、志賀高原、美ヶ原などの限られた場所に分布し、高地の日当たりのよい礫地に生育する。

## 名前の由来
和名グンバイヅルは「軍配蔓」の意で、果実の形が軍配に似ることと、茎が蔓状になることによる。
種小名（種形容語）onoei は、明治初期の植物学者小野職愨 (1838 - 1890)への献名である。

## 保全状況評価
- 絶滅危惧II類 (VU)（環境省レッドリスト）

（2017年、環境省）

## ギャラリー

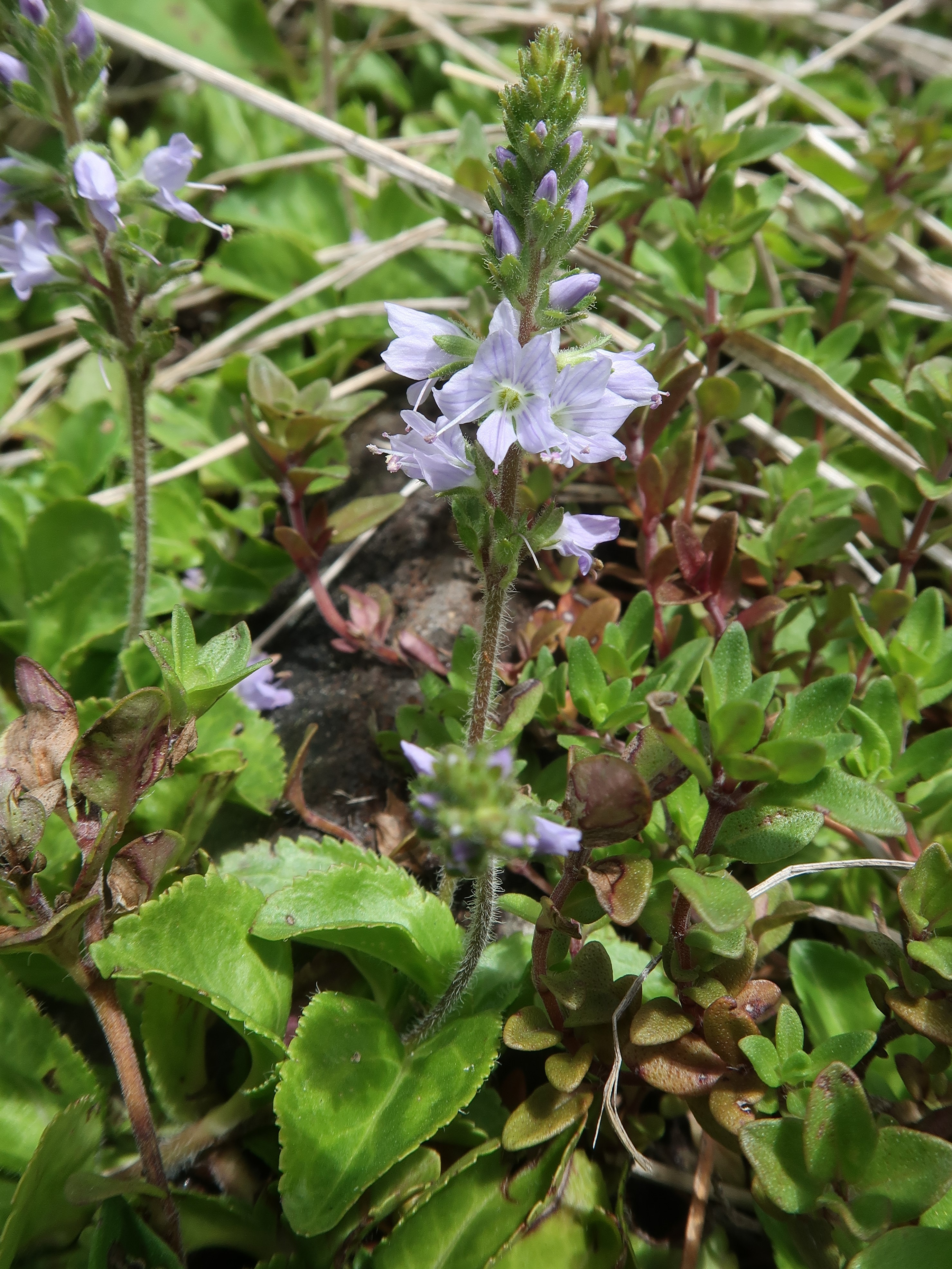
花柄、花軸ともに柔らかい腺毛が生える。花冠は青紫色。
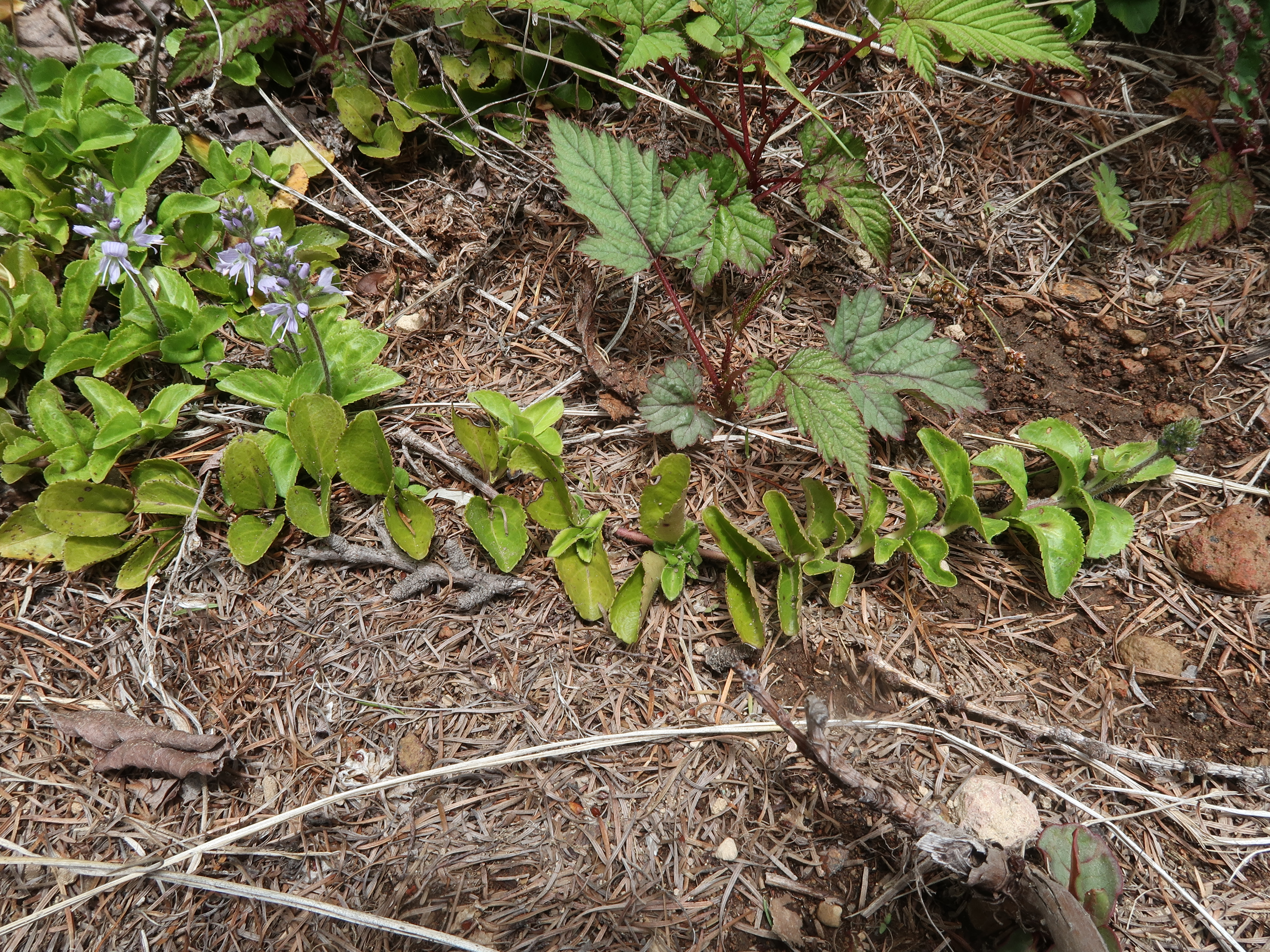
茎はつる状に這って伸び、葉は対生する。
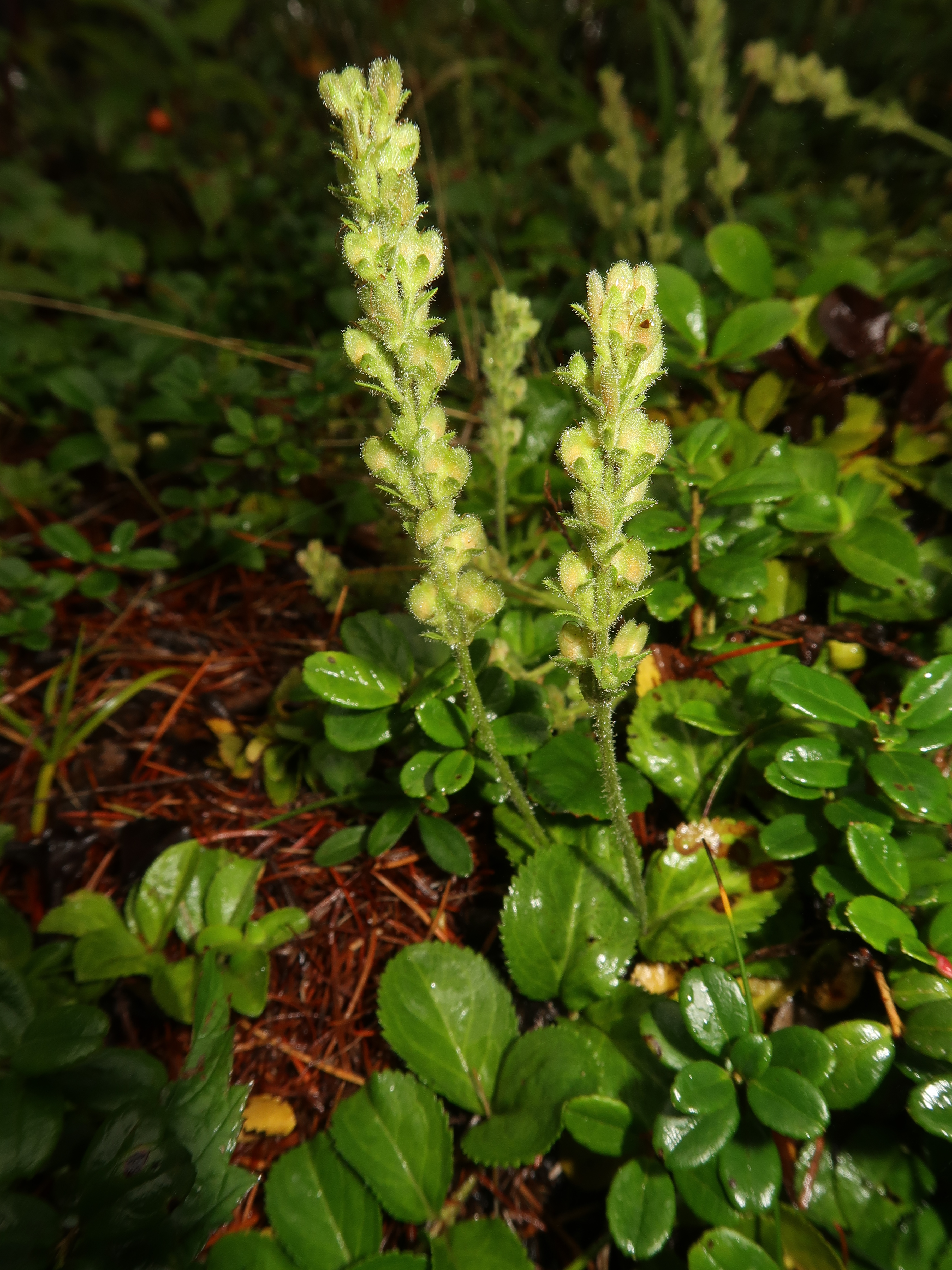
「軍配」状の果実。

## 近縁の外来種
近縁種では、帰化種のセイヨウグンバイヅル Veronica officinalis L.がある。本種はヨーロッパ原産で、通常は観賞用または薬用として栽培されているが、岩手県葛巻町の牧草地脇で野生化したものが発見された。

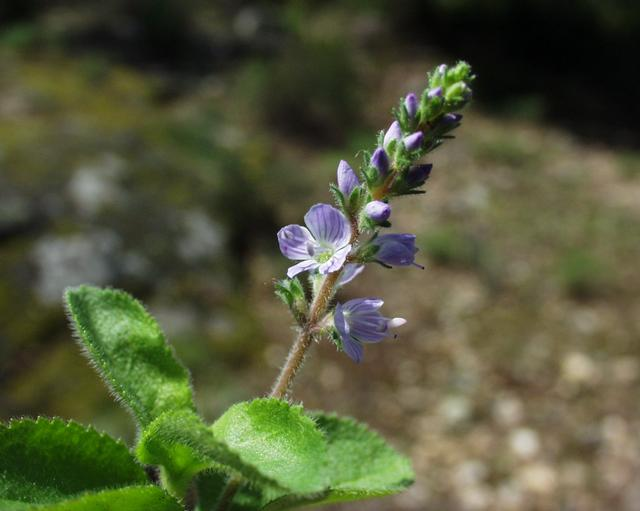
セイヨウグンバイヅル